# Ґолавиці-Другі
Ґолавиці-Другі (пол. Goławice Drugie) — село в Польщі, у гміні Помехувек Новодворського повіту Мазовецького воєводства.
Населення — 203 особи (2011).
У 1975-1998 роках село належало до Варшавського воєводства.

## Демографія
Демографічна структура станом на 31 березня 2011 року:
|          | Загалом | Допрацездатний вік | Працездатний вік | Постпрацездатний вік |
| -------- | ------- | ------------------ | ---------------- | -------------------- |
| Чоловіки | 95      | 11                 | 67               | 17                   |
| Жінки    | 108     | 21                 | 59               | 28                   |
| Разом    | 203     | 32                 | 126              | 45                   |